# فال هال گلن (ویسکانسین)
فال هال گلن (به انگلیسی: Fall Hall Glen) یک منطقهٔ مسکونی در ایالات متحده آمریکا است که در شهرستان جکسون، ویسکانسین واقع شده‌است. فال هال گلن ۲۳۸٫۹۷ متر بالاتر از سطح دریا واقع شده‌است.